# Mamun (nom)
Mamun és un nom masculí àrab (àrab: مأمون, Maʾmūn) que literalment significa ‘fiable’, ‘fidel', ‘lleial', ‘ferm’, ‘segur’. Si bé Mamun és la transcripció normativa en català del nom en àrab clàssic, també se'l pot trobar transcrit Mamoun, Maumoon, Ma'mun, Mamoon. Precedit de l'article, al-Mamun (المأمون, al-Maʾmūn), ‘el Fiable’, és un làqab o títol emprat per diversos governants musulmans, que també ha esdevingut un prenom.
Aquest nom també el duen musulmans no arabòfons que l'han adaptat a les característiques fòniques i gràfiques de la seva llengua.
Vegeu aquí personatges i llocs que duen aquest nom i aquí personatges que el duen com a làqab.